# Amy Hennig
Amy Hennig (ur. 1964/65) – reżyserka i scenarzystka gier komputerowych. Swoją pracę rozpoczęła współpracując przy tworzeniu gier na konsolę Nintendo Entertainment System, gdzie odgrywała rolę designera w produkcji Michael Jordan: Chaos in the Windy City. Wkrótce po tym, rozpoczęła pracę w Crystal Dynamics, gdzie napisała scenariusz do gier z serii Legacy of Kain. Pracowała w Naughty Dog, gdzie napisała scenariusz do dwóch serii: Jak and Daxter oraz Uncharted. Od 3 kwietnia 2014 zatrudniona jest w studiu Visceral Games, gdzie pracuje nad grą rozgrywającą się w świecie Gwiezdnych wojen.
Hennig uważa, że kreatywna reżyseria w grze jest ważniejsza od grafiki. Została uznana za jedną z najbardziej wpływowych kobiet w branży gier komputerowych przez magazyn Edge oraz przykład tego, że coraz więcej kobiet angażuje się w branże zdominowane przez mężczyzn.

## Życie
Trzy wydarzenia w życiu Hennig miały ogromny wpływ na jej późniejsze prace, wszystkie wydarzyły się w 1977 roku. Były to premiery konsoli Atari 2600, filmu Gwiezdne wojny: część IV – Nowa nadzieja  i gry Dungeons & Dragons, które według niej wyznaczyły nowy kierunek w rozwoju branży gier komputerowych i ogólnie rozrywki.
Hennig ukończyła University of California, Berkeley bachelor’s degree na kierunku literatura angielska. Później rozpoczęła studia w szkole filmowej San Francisco State University, oraz dostała pracę jako artysta w Atari przy grze ElectroCop. W trakcie pracy zdała sobie sprawę z tego, że przemysł gier komputerowych jest dla niej bardziej interesujący niż filmowy, więc postanowiła porzucić studia w szkole filmowej.

## Kariera
Hennig pracuje ponad 18 lat w branży gier komputerowych. Początki jej kariery wiążą się z pracą w Nintendo Entertainment System, gdzie była zatrudniona jako artysta i animator. Jej pierwszą pracą była współprodukcja gry ElectroCop, czyli nigdy nie wydanej gry na Atari 7800. Potem dołączyła do Electronic Arts, gdzie jako animator i artysta pracowała nad Bard's Tale 4 i Desert Strike, obie nigdy nie zostały ukończone. Później rozpoczęła pracę jako designer i reżyser gier komputerowych.
Po dwóch latach, rozpoczęła pracę jako artysta przy grze Michael Jordan: Chaos in the Windy City. Jednakże po zamknięciu prac nad grą, Hennig odeszła z pracy. W latach dziewięćdziesiątych zatrudniono ją w Crystal Dynamics, gdzie asystowała studiu Silicon Knights w pracach nad Blood Omen: Legacy of Kain. Później pełniła funkcję reżysera, producenta i scenarzysty przy produkcji Legacy of Kain: Soul Reaver. Następnie wyreżyserowała i napisała scenariusz do gry Legacy of Kain: Soul Reaver 2 i Legacy of Kain: Defiance.
Hennig działała jako dyrektor w Naughty Dog. Pracowała nad serią Jak and Daxter. Pisała też scenariusze i kierowała 150-osobowym zespołem pracującym nad serią Uncharted, której druga część jest oceniana jako jedna z najlepszych gier w historii w serwisach GameRankings czy Metacritic.